# Gais 1933/1934
Fotbollsklubben Gais spelade säsongen 1933/1934 i allsvenskan, där man för andra året i rad slutade tvåa bakom Hälsingborgs IF och tog stora silvret.
Inget cupspel genomfördes denna säsong.

## Inför säsongen
Gais tappade flera tongivande spelare inför säsongen: försvararen Gunnar Zacharoff, som hade insjuknat i diabetes, centerhalven Harry "Båten" Johansson, vänsteryttern Gösta Svensson och målvakten Olle Bengtsson. Ny målvakt blev Evert Gustavsson, och Folke Lind, som redan föregående säsong hade ersatt Zacharoff i tio matcher, blev denna säsong ordinarie på backplatsen.

## Allsvenskan
Gais inledde allsvenskan med en seger mot Malmö FF med 5–3 borta, efter tre mål av "Long-John" Nilsson och två av Gunnar Olsson. Därefter följde 2–2 mot IFK Eskilstuna efter två mål av debuterande Tage Zacharoff, men sedan förlorade atleterna tre matcher i rad, 0–1 mot IFK Göteborg, 1–3 mot Hälsingborgs IF och 3–5 mot Örgryte IS. 5–2 hemma mot IS Halmia följdes sedan upp med 1–2 borta mot samma klubb, och mot Gefle IF blev det omvänt 1–2 hemma och 5–2 borta. Den sistnämnda matchen verkar dock ha tänt laget, som avslutade höstsäsongen med fem segrar på de sista sex matcherna; enda plumpen var borta mot AIK, då man förlorade med 2–3 efter att ha lett med 2–0.
Under vinteruppehållet upptäcktes det att Malmö FF brutit mot dåtidens amatörbestämmelser, varpå klubben uteslöts ur serien och tabellen ritades om. Gais Malmöseger i inledningen var således inget värd, och klubben låg efter detta på femte plats med 13 poäng på 13 matcher. Gais miste under vintern dessutom "Long-John" Nilsson, som överraskande flyttade till IFK Östersund (och sommaren 1934 vidare till AIK). Klubben värvade inför vårsäsongen yttern Sven Hammar från Gårda BK och målvakten Erik Angren från Hisingstads IS, och tog upp centern Gustaf Andersson från juniorlaget.
Vårsäsongen blev lyckosam för Gais. Nye målvakten Angren var betydligt mer stabil än Evert Gustavsson, och efter 3–3 mot Halmstads BK i vårpremiären vann man resterade sex matcher och slutade tvåa i serien, trots att man på förhand inte alls hade haft med guldstriden att göra. Guldet såg inför sista omgången ut att gå till IFK Göteborg, men då dessa förlorade borta mot Gefle IF och både Hälsingborg och Gais vann hemma, lyckades både HIF och Gais gå om IFK.

### Tabell
| Nr | Lag                  | S  | V  | O | F  | GM | IM | MS  | P  |
| -- | -------------------- | -- | -- | - | -- | -- | -- | --- | -- |
| 1  | Hälsingborgs IF (RM) | 20 | 13 | 1 | 6  | 49 | 35 | +14 | 27 |
| 2  | Gais                 | 20 | 12 | 2 | 6  | 54 | 34 | +20 | 26 |
| 3  | IFK Göteborg         | 20 | 11 | 3 | 6  | 52 | 38 | +14 | 25 |
| 4  | Halmstads BK (U)     | 20 | 9  | 4 | 7  | 43 | 38 | +5  | 22 |
| 5  | Örgryte IS           | 20 | 9  | 3 | 8  | 38 | 35 | +3  | 21 |
| 6  | IF Elfsborg          | 20 | 7  | 6 | 7  | 45 | 44 | +1  | 20 |
| 7  | AIK                  | 20 | 6  | 6 | 8  | 40 | 42 | −2  | 18 |
| 8  | Sandvikens IF        | 20 | 7  | 3 | 10 | 49 | 57 | −8  | 17 |
| 9  | IFK Eskilstuna       | 20 | 7  | 3 | 10 | 42 | 52 | −10 | 17 |
| 10 | Gefle IF (U)         | 20 | 6  | 4 | 10 | 37 | 56 | −19 | 16 |
| 11 | IS Halmia            | 20 | 3  | 5 | 12 | 23 | 41 | −18 | 11 |
| 12 | Malmö FF             | 13 | 5  | 0 | 8  | 27 | 38 | −11 | 0  |

### Seriematcher
| Motståndare     | Hemma | Borta |
| --------------- | ----- | ----- |
| Hälsingborgs IF | 2–1   | 1–3   |
| IFK Göteborg    | 0–1   | 2–1   |
| Halmstads BK    | 3–3   | 3–0   |
| Örgryte IS      | 2–1   | 3–5   |
| IF Elfsborg     | 3–1   | 3–1   |
| AIK             | 2–3   | 3–0   |
| Sandvikens IF   | 5–1   | 3–2   |
| IFK Eskilstuna  | 2–2   | 5–1   |
| Gefle IF        | 1–2   | 5–2   |
| IS Halmia       | 5–2   | 1–2   |

### Spelarstatistik

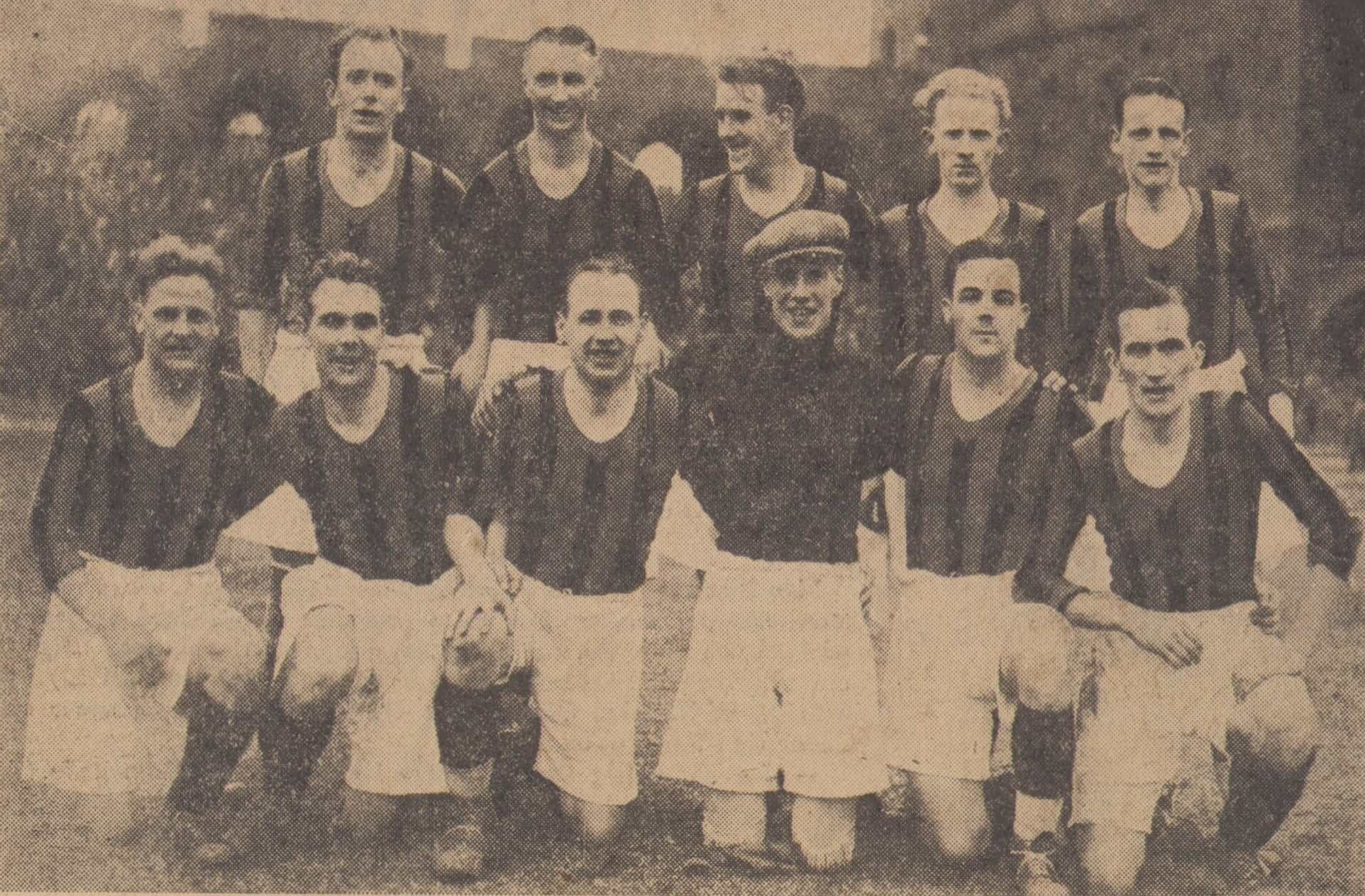
Gais på Stockholms stadion i samband med matchen mot AIK i april 1934. Stående från vänster: Gunnar Olsson, Bror Wahlström, Gustaf Andersson, Holger Johansson, Sven Hammar. Knästående från vänster: Ragnar Gustafsson, Helge Liljebjörn, Herbert Lundgren, Erik Angren, Folke Lind, Carl Johnsson.

Sammanlagt använde Gais 19 spelare under säsongen, varav nio var debutanter.
| Namn                  | Matcher | Mål |
| --------------------- | ------- | --- |
| Ragnar Gustafsson     | 20      | 10  |
| Gunnar Olsson         | 20      | 9   |
| Holger Johansson      | 20      | 8   |
| Helge Liljebjörn      | 20      | 1   |
| Folke Lind            | 20      | 1   |
| Carl Johnsson         | 20      |     |
| Herbert Lundgren      | 19      |     |
| Bror Wahlström        | 17      |     |
| Evert Gustavsson (mv) | 13      |     |
| John Nilsson          | 12      | 8   |
| Tage Zacharoff        | 11      | 4   |
| Sven Hammar           | 7       | 8   |
| Erik Angren (mv)      | 7       |     |
| Gustaf Andersson      | 6       | 3   |
| Nils Mellqvist        | 3       |     |
| Helge Larsson         | 2       | 2   |
| Tage Andersson        | 1       |     |
| Erik Lundberg         | 1       |     |
| Evert Lundgren        | 1       |     |